# Sofia Tullberg
Sofia Lovisa Christina Tullberg, född Ridderbjelke den 25 mars 1815 på Vårdsätra gård, Bondkyrka socken, Uppsala län, död 21 februari 1885 i Uppsala, var en svensk tecknare och målare.
Hon var dotter till överdirektören Fredrik Magnus Ridderbjelke och Johanna Elisabeth Sofia Duse; hon var från 1841 gift med Otto Fredrik Tullberg och blev mor till Tycho Tullberg samt vidare farmor till Ingegerd Beskow och mormor till Anna och Tycho Ödman. Sofia Tullberg, som var dotterdotters dotter till Carl von Linné, ägnade sig som amatör med konstnärlig verksamhet. Av sin samtid fick hon omdömet att vara behäftad med ett manligt temperament som hon ärvt från sin far. Hon intresserade sig inte för hushållsgöromål utan sysslade med blomsterodlingar och sitt måleri. Hon är begravd på Uppsala gamla kyrkogård.